# Hermonassa chlora
Hermonassa chlora là một loài bướm đêm trong họ Noctuidae.